# فهرست جایزه‌ها و نامزدی‌های کوین اسپیسی
در زیر فهرستی از جوایز و نامزدهای دریافت‌شده توسط کوین اسپیسی ، بازیگر آمریکایی آمده‌ است. اسپیسی در طول یک دهه فعالیت حرفه‌ای خود، برنده دو جایزه اسکار، یک جایزه تونی و یک جایزه گلدن گلوب شده‌است. او همچنین تاکنون نامزد یک جایزهٔ گِرَمی و دوازده جایزهٔ امی ساعات پربیننده شده‌ است. اسپیسی در سال ۱۹۹۹ در پیاده‌روی مشاهیر هالیوود یک ستاره دریافت کرد و به ترتیب در سال‌های ۲۰۱۰ و ۲۰۱۵ به عنوان فرمانده افتخاری و شوالیه فرماندهی انتخاب شد و نشان امپراتوری بریتانیا را دریافت کرد.

## انجمن‌های بزرگ

### جوایز اسکار
| سال  | رده                                    | کار نامزد شده   | نتیجه | منبع  |
| ---- | -------------------------------------- | --------------- | ----- | ----- |
| ۱۹۹۶ | جایزه اسکار بهترین بازیگر نقش مکمل مرد | مظنونین همیشگی  | برنده | [ ۵ ] |
| ۲۰۰۰ | جایزه اسکار بهترین بازیگر نقش اول مرد  | زیبایی آمریکایی | برنده | [ ۶ ] |

### جوایز امی ساعات پربیننده
| سال                      | رده                                                                              | کار نامزد شده            | نتیجه                    | منبع                     |
| جوایز امی ساعات پربیننده | جوایز امی ساعات پربیننده                                                         | جوایز امی ساعات پربیننده | جوایز امی ساعات پربیننده | جوایز امی ساعات پربیننده |
| ------------------------ | -------------------------------------------------------------------------------- | ------------------------ | ------------------------ | ------------------------ |
| ۲۰۰۸                     | بهترین بازیگر نقش اول در یک مینی‌سریال یا فیلم                                    | بازشماری                 | نامزدشده                 | [ ۷ ]                    |
| ۲۰۰۸                     | جایزه امی ساعات پربیننده فیلم تلویزیونی برجسته                                   | برنارد و دوریس           | نامزدشده                 | [ ۷ ]                    |
| ۲۰۱۳                     | سریال درام برجسته                                                                | خانه پوشالی              | نامزدشده                 | [ ۷ ]                    |
| ۲۰۱۳                     | جایزه امی ساعات پربیننده برای بهترین بازیگر نقش اول مرد در مجموعه تلویزیونی درام | خانه پوشالی              | نامزدشده                 | [ ۷ ]                    |
| ۲۰۱۴                     | سریال درام برجسته                                                                | خانه پوشالی              | نامزدشده                 | [ ۷ ]                    |
| ۲۰۱۴                     | جایزه امی ساعات پربیننده برای بهترین بازیگر نقش اول مرد در مجموعه تلویزیونی درام | خانه پوشالی              | نامزدشده                 | [ ۷ ]                    |
| ۲۰۱۵                     | سریال درام برجسته                                                                | خانه پوشالی              | نامزدشده                 | [ ۷ ]                    |
| ۲۰۱۵                     | جایزه امی ساعات پربیننده برای بهترین بازیگر نقش اول مرد در مجموعه تلویزیونی درام | خانه پوشالی              | نامزدشده                 | [ ۷ ]                    |
| ۲۰۱۶                     | سریال درام برجسته                                                                | خانه پوشالی              | نامزدشده                 | [ ۷ ]                    |
| ۲۰۱۶                     | جایزه امی ساعات پربیننده برای بهترین بازیگر نقش اول مرد در مجموعه تلویزیونی درام | خانه پوشالی              | نامزدشده                 | [ ۷ ]                    |
| ۲۰۱۷                     | سریال درام برجسته                                                                | خانه پوشالی              | نامزدشده                 | [ ۷ ]                    |
| ۲۰۱۷                     | جایزه امی ساعات پربیننده برای بهترین بازیگر نقش اول مرد در مجموعه تلویزیونی درام | خانه پوشالی              | نامزدشده                 | [ ۷ ]                    |

### جایزه گرمی
| سال  | رده                                           | کار نامزد شده | نتیجه    | منبع  |
| ---- | --------------------------------------------- | ------------- | -------- | ----- |
| ۲۰۰۶ | بهترین موسیقی متن تلفیقی برای رسانه‌های تصویری | فراسوی دریا   | نامزدشده | [ ۸ ] |

### جوایز تونی
| سال  | رده                                       | کار نامزد شده   | نتیجه    | منبع |
| ---- | ----------------------------------------- | --------------- | -------- | ---- |
| ۱۹۹۱ | بهترین بازیگر نقش اول مرد در یک نمایشنامه | گمشده در یانکرز | برنده    |      |
| ۱۹۹۹ | بهترین بازیگر نقش اول مرد در یک نمایشنامه | مرد یخین می‌آید  | نامزدشده |      |

### جوایز فیلم بفتا
| سال                             | رده                                           | کار نامزد شده    | نتیجه           | منبع            |
| جوایز فیلم بفتا                 | جوایز فیلم بفتا                               | جوایز فیلم بفتا  | جوایز فیلم بفتا | جوایز فیلم بفتا |
| ------------------------------- | --------------------------------------------- | ---------------- | --------------- | --------------- |
| ۱۹۹۸                            | جایزه بفتای بهترین بازیگر نقش اول مرد         | محرمانه لس آنجلس | نامزدشده        | [ ۹ ]           |
| ۲۰۰۰                            | جایزه بفتای بهترین بازیگر نقش اول مرد         | زیبایی آمریکایی  | برنده           | [ ۱۰ ]          |
| ۲۰۰۲                            | جایزه بفتای بهترین بازیگر نقش اول مرد         | اخبار کشتیرانی   | نامزدشده        | [ ۱۱ ]          |
| جوایز تلویزیونی آکادمی بریتانیا |                                               |                  |                 |                 |
| ۲۰۱۴                            | بهترین برنامه بین‌المللی (به عنوان تولیدکننده) | خانه پوشالی      | نامزدشده        | [ ۱۲ ]          |
| ۲۰۱۵                            | بهترین برنامه بین‌المللی (به عنوان تولیدکننده) | خانه پوشالی      | نامزدشده        | [ ۱۳ ]          |

## جوایز صنعت فیلم

### جوایز فیلم به انتخاب منتقدان
| سال                               | رده                                                          | کار نامزد شده                            | نتیجه                        | منبع                         |
| جوایز فیلم به انتخاب منتقدان      | جوایز فیلم به انتخاب منتقدان                                 | جوایز فیلم به انتخاب منتقدان             | جوایز فیلم به انتخاب منتقدان | جوایز فیلم به انتخاب منتقدان |
| --------------------------------- | ------------------------------------------------------------ | ---------------------------------------- | ---------------------------- | ---------------------------- |
| ۱۹۹۶                              | جایزه سینمایی انتخاب منتقدان برای بهترین بازیگر نقش مکمل مرد | هفت, مظنونین همیشگی, شیوع, شنا با کوسه‌ها | برنده                        |                              |
| جایزه تلویزیونی به انتخاب منتقدان |                                                              |                                          |                              |                              |
| ۲۰۱۳                              | بهترین بازیگر مرد در سریال درام                              | خانه پوشالی                              | نامزدشده                     |                              |
| ۲۰۱۶                              | بهترین بازیگر مرد در سریال درام                              | خانه پوشالی                              | نامزدشده                     |                              |

### جوایز گلدن گلوب
| سال  | رده                                                           | کار نامزد شده   | نتیجه    | منبع   |
| ---- | ------------------------------------------------------------- | --------------- | -------- | ------ |
| ۱۹۹۶ | جایزه گلدن گلوب بهترین بازیگر نقش مکمل مرد                    | مظنونین همیشگی  | نامزدشده | [ ۱۴ ] |
| ۲۰۰۰ | جایزه گلدن گلوب بهترین بازیگر مرد فیلم درام                   | زیبایی آمریکایی | نامزدشده | [ ۱۴ ] |
| ۲۰۰۲ | جایزه گلدن گلوب بهترین بازیگر مرد فیلم درام                   | اخبار کشتیرانی  | نامزدشده | [ ۱۴ ] |
| ۲۰۰۵ | جایزه گلدن گلوب بهترین بازیگر مرد فیلم موزیکال یا کمدی        | فراسوی دریا     | نامزدشده | [ ۱۴ ] |
| ۲۰۰۹ | جایزه گلدن گلوب بهترین بازیگر مرد مینی‌سریال یا فیلم تلویزیونی | بازشماری        | نامزدشده | [ ۱۴ ] |
| ۲۰۱۱ | جایزه گلدن گلوب بهترین بازیگر مرد فیلم موزیکال یا کمدی        | کازینو جک       | نامزدشده | [ ۱۴ ] |
| ۲۰۱۴ | بهترین بازیگر مرد در یک سریال تلویزیونی – درام                | خانه پوشالی     | نامزدشده | [ ۱۴ ] |
| ۲۰۱۵ | بهترین بازیگر مرد در یک سریال تلویزیونی – درام                | خانه پوشالی     | برنده    | [ ۱۴ ] |

### جوایز انجمن بازیگران فیلم
| سال  | رده                                                                      | کار نامزد شده    | نتیجه    | منبع |
| ---- | ------------------------------------------------------------------------ | ---------------- | -------- | ---- |
| ۱۹۹۶ | جایزه انجمن بازیگران فیلم برای بازیگر نقش مکمل مرد برجسته                | مظنونین همیشگی   | نامزدشده |      |
| ۱۹۹۸ | جایزه انجمن بازیگران فیلم برای گروه بازیگران برجسته در یک فیلم سینمایی   | محرمانه لس آنجلس | نامزدشده |      |
| ۲۰۰۰ | جایزه انجمن بازیگران فیلم برای بازیگر نقش اول مرد برجسته                 | زیبایی آمریکایی  | برنده    |      |
| ۲۰۰۰ | جایزه انجمن بازیگران فیلم برای گروه بازیگران برجسته در یک فیلم سینمایی   | زیبایی آمریکایی  | برنده    |      |
| ۲۰۰۹ | بازیگر برجسته در یک فیلم تلویزیونی یا مینی‌سریال                          | بازشماری         | نامزدشده |      |
| ۲۰۱۴ | بازیگر برجسته در یک سریال درام                                           | خانه پوشالی      | نامزدشده |      |
| ۲۰۱۵ | بازیگر برجسته در یک سریال درام                                           | خانه پوشالی      | برنده    |      |
| ۲۰۱۵ | جایزه انجمن بازیگران فیلم برای بهترین اجرای گروه بازیگران در مجموعه درام | خانه پوشالی      | نامزدشده |      |
| ۲۰۱۶ | بازیگر برجسته در یک سریال درام                                           | خانه پوشالی      | برنده    |      |
| ۲۰۱۶ | جایزه انجمن بازیگران فیلم برای بهترین اجرای گروه بازیگران در مجموعه درام | خانه پوشالی      | نامزدشده |      |
| ۲۰۱۷ | بازیگر برجسته در یک سریال درام                                           | خانه پوشالی      | نامزدشده |      |

### جوایز لارنس الیویه
| سال  | رده                         | کار نامزد شده  | نتیجه | منبع |
| ---- | --------------------------- | -------------- | ----- | ---- |
| ۱۹۹۹ | بهترین بازیگر مرد           | مرد یخین می‌آید | برنده |      |
| ۲۰۱۵ | جایزه ویژه انجمن تئاتر لندن | —              | برنده |      |

## جوایز دیگر

### جایزه دراما دسک
| سال  | کار نامزد شده     | رده                           | نتیجه    |
| ---- | ----------------- | ----------------------------- | -------- |
| ۱۹۹۱ | گمشده در یانکرز   | بازیگر برجسته در یک نمایشنامه | برنده    |
| ۲۰۰۷ | ماه برای بدزادگان | بازیگر برجسته در یک نمایشنامه | نامزدشده |
| ۲۰۱۲ | ریچارد سوم        | بازیگر برجسته در یک نمایشنامه | نامزدشده |

### جایزه سینمایی و تلویزیونی ام‌تی‌وی
| سال  | کار نامزد شده | رده                                  | نتیجه |
| ---- | ------------- | ------------------------------------ | ----- |
| ۱۹۹۶ | هفت           | جایزه سینمایی ام‌تی‌وی بهترین نقش منفی | برنده |

### جایزه حلقه منتقدان بیرونی
| سال  | کار نامزد شده  | رده                           | نتیجه |
| ---- | -------------- | ----------------------------- | ----- |
| ۱۹۹۹ | مرد یخین می‌آید | بازیگر برجسته در یک نمایشنامه | برنده |

### جوایز برگزیده مردم
| سال  | کار نامزد شده | رده                | نتیجه    |
| ---- | ------------- | ------------------ | -------- |
| ۲۰۱۷ | خانه پوشالی   | جوایز برگزیده مردم | نامزدشده |

### جوایز ساترن
| سال  | کار نامزد شده  | رده                        | نتیجه    |
| ---- | -------------- | -------------------------- | -------- |
| ۱۹۹۳ | بزرگسالان راضی | بهترین بازیگر نقش مکمل مرد | نامزدشده |
| ۲۰۰۲ | کی-پکس         | بهترین بازیگر مرد          | نامزدشده |

### انجمن‌های منتقدان
| سال  | کار نامزد شده    | رده                                                                     | نتیجه    |
| ---- | ---------------- | ----------------------------------------------------------------------- | -------- |
| ۱۹۹۲ | گلن‌گری گلن راس   | سمینسی برای بهترین بازیگر مرد                                           | برنده    |
| ۱۹۹۵ | مظنونین همیشگی   | جایزه انجمن مدار برای بهترین بازیگر نقش مکمل مرد                        | برنده    |
| ۱۹۹۵ | مظنونین همیشگی   | جایزه انجمن منتقدان فیلم بوستون برای بهترین بازیگر نقش مکمل مرد         | برنده    |
| ۱۹۹۵ | مظنونین همیشگی   | جایزه سینمایی انتخاب منتقدان برای بهترین بازیگر نقش مکمل مرد            | برنده    |
| ۱۹۹۵ | مظنونین همیشگی   | جایزه حلقه منتقدان فیلم نیویورک برای بهترین بازیگر نقش مکمل مرد         | برنده    |
| ۱۹۹۵ | مظنونین همیشگی   | جایزه هیئت ملی بازبینی بهترین بازیگر نقش مکمل مرد                       | برنده    |
| ۱۹۹۵ | مظنونین همیشگی   | جشنواره بین‌المللی فیلم سیاتل                                            | برنده    |
| ۱۹۹۵ | مظنونین همیشگی   | جایزه انجمن منتقدان فیلم تگزاس برای بهترین بازیگر نقش مکمل مرد          | برنده    |
| ۱۹۹۶ | مظنونین همیشگی   | جایزه انجمن منتقدان فیلم شیکاگو برای بهترین بازیگر نقش مکمل مرد         | برنده    |
| ۱۹۹۶ | مظنونین همیشگی   | جایزه انجمن منتقدان فیلم دالاس‌فورت وورث برای بهترین بازیگر نقش مکمل مرد | برنده    |
| ۱۹۹۷ | محرمانه لس آنجلس | جایزه انجمن منتقدان فیلم بوستون برای بهترین بازیگر نقش مکمل مرد         | برنده    |
| ۱۹۹۷ | محرمانه لس آنجلس | جایزه انجمن منتقدان فیلم تگزاس برای بهترین بازیگر نقش مکمل مرد          | برنده    |
| ۱۹۹۸ | محرمانه لس آنجلس | جایزه انجمن منتقدان فیلم شیکاگو برای بهترین بازیگر نقش مکمل مرد         | نامزدشده |
| ۱۹۹۸ | محرمانه لس آنجلس | جایزه امپایر برای بهترین بازیگر مرد                                     | برنده    |
| ۱۹۹۹ | زیبایی آمریکایی  | جایزه انجمن مدار برای بهترین بازیگر نقش مکمل مرد                        | برنده    |
| ۱۹۹۹ | زیبایی آمریکایی  | جایزه انجمن مدار کانزاس سیتی برای بهترین بازیگر نقش مکمل مرد            | برنده    |
| ۱۹۹۹ | زیبایی آمریکایی  | جایزه انجمن منتقدان فیلم سن دیگو برای بهترین بازیگر مرد                 | برنده    |
| ۱۹۹۹ | زیبایی آمریکایی  | جایزه انجمن منتقدان فیلم تورنتو برای بهترین بازیگر مرد                  | برنده    |
| ۲۰۰۰ | زیبایی آمریکایی  | جایزه کمدی آمریکا برای خنده‌دارترین بازیگر مرد در یک فیلم سینمایی        | نامزدشده |
| ۲۰۰۰ | زیبایی آمریکایی  | جایزه انجمن منتقدان فیلم شیکاگو برای بهترین بازیگر مرد                  | برنده    |
| ۲۰۰۰ | زیبایی آمریکایی  | جایزه انجمن منتقدان فیلم دالاس‌فورت وورث برای بهترین بازیگر نقش اول مرد  | برنده    |
| ۲۰۰۰ | زیبایی آمریکایی  | جایزه حلقه منتقدان فیلم فلوریدا برای بهترین بازیگر مرد                  | برنده    |
| ۲۰۰۰ | زیبایی آمریکایی  | جایزه جوپیتر                                                            | برنده    |
| ۲۰۰۰ | زیبایی آمریکایی  | جایزه انجمن منتقدان فیلم لاس وگاس برای بهترین بازیگر مرد                | برنده    |
| ۲۰۰۰ | زیبایی آمریکایی  | جایزه حلقه منتقدان فیلم لندن برای بازیگر سال                            | برنده    |
| ۲۰۰۰ | زیبایی آمریکایی  | جایزه انجمن آنلاین فیلم و تلویزیون برای بهترین بازیگر مرد               | برنده    |
| ۲۰۰۰ | زیبایی آمریکایی  | جایزه انجمن منتقدان فیلم آنلاین برای بهترین بازیگر مرد                  | برنده    |
| ۲۰۰۰ | زیبایی آمریکایی  | انجمن منتقدان فیلم روسیه                                                | برنده    |
| ۲۰۰۰ | زیبایی آمریکایی  | جایزه ستلایت برای بهترین بازیگر مرد - فیلم درام                         | نامزدشده |
| ۲۰۰۰ | زیبایی آمریکایی  | جایزه انجمن منتقدان فیلم جنوب شرقی برای بهترین بازیگر مرد               | برنده    |
| ۲۰۰۱ | زیبایی آمریکایی  | جایزه امپایر برای بهترین بازیگر مرد                                     | نامزدشده |
| ۲۰۰۱ | —                | جوایز سیب طلایی برای ستاره سال                                          | برنده    |
| ۲۰۰۵ | —                | جشنواره بین‌المللی فیلم پام اسپرینگز برای جایزه ویژنر سانی بونو          | برنده    |

## دیگر ستایش‌ها
انتصاب‌ها
| کشور     | تاریخ         | انتصاب                    | انتصاب                  | بَرنام |
| -------- | ------------- | ------------------------- | ----------------------- | ----- |
| بریتانیا | ۳ نوامبر ۲۰۱۰ | Honorary Commander        | رتبه امپراتوری بریتانیا | CBE   |
| بریتانیا | ۱۲ ژوئن ۲۰۱۶  | Honorary Knight Commander | رتبه امپراتوری بریتانیا | KBE   |

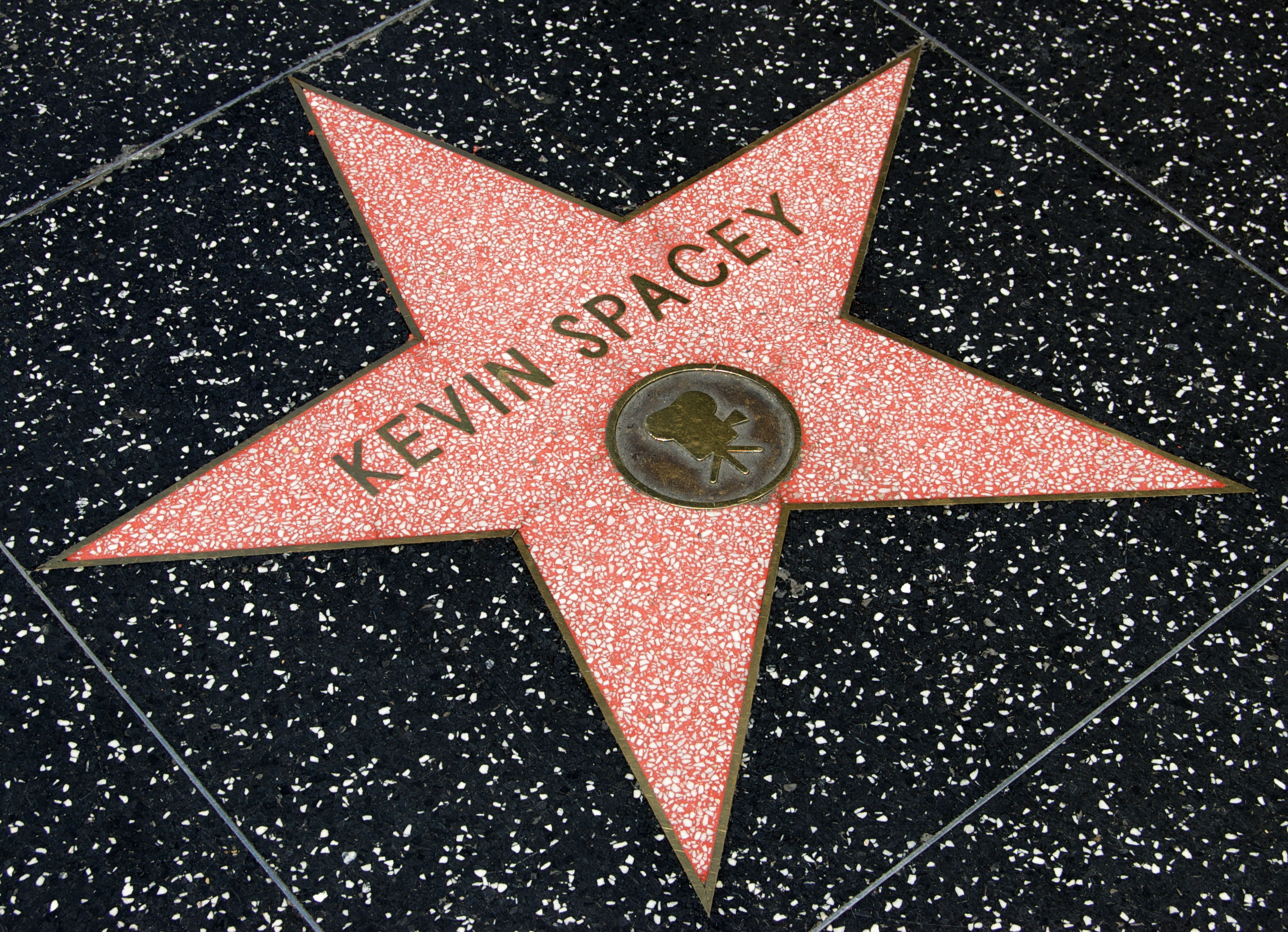
ستاره اسپیسی در پیاده‌روی مشاهیر هالیوود

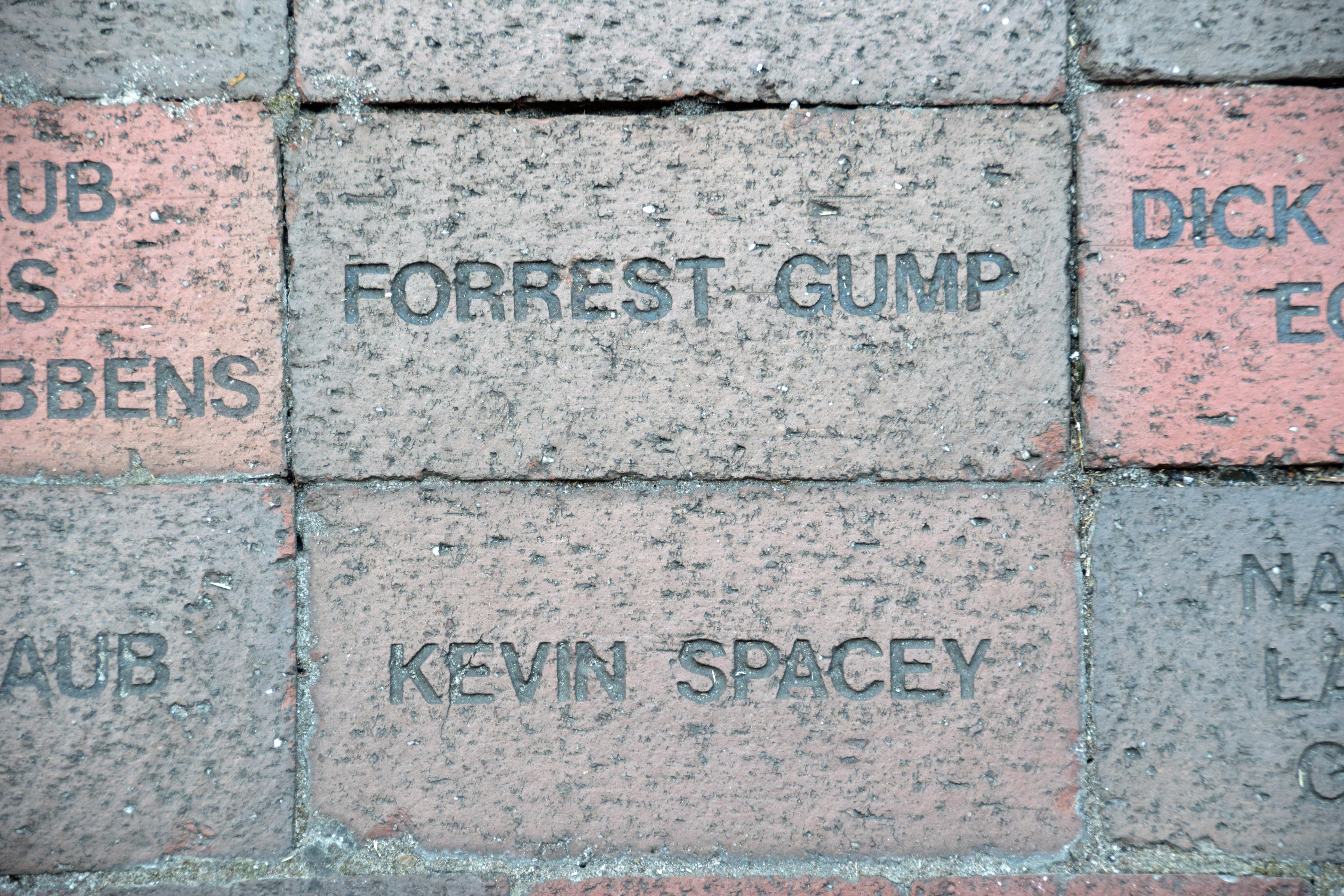
آجر اسپیسی در مقابل تئاتر لوکاس در ساوانا، جورجیا، ایالات متحده آمریکا

در سال ۱۹۹۹، اسپیسی یک ستاره در پیاده‌روی مشاهیر هالیوود دریافت کرد.
در نوامبر ۲۰۰۵ به اسپیسی دکترای افتخاری دکتری عالی ادبیات از دانشگاه بانک جنوبی لندن داده شد.
او در ژوئن ۲۰۰۸ به عنوان استاد تئاتر معاصر در کالج سنت کاترین، آکسفورد منصوب شد و جانشین پاتریک استوارت در این سمت شد. او در ۱۳ اکتبر ۲۰۰۸ به‌طور رسمی مورد استقبال قرار گرفت.
در جوایز آکادمی ملی بازبینان تجارت بازی‌های ویدیویی در سال ۲۰۱۴، اسپیسی به خاطر بازی در ندای وظیفه: جنگاوری پیشرفته، برندهٔ نقش اصلی در یک درام شد.
در سال ۲۰۱۵، اسپیسی به دلیل خدماتش به فرهنگ و تئاتر بریتانیا پس از پایان دوره ۱۰ ساله کارگردانی هنری در تئاتر اولد ویک لندن، نشان شوالیه افتخاری را دریافت کرد.
در ۱۲ آوریل ۲۰۱۵، او جایزهٔ ویژه اولیویه را برای قدردانی از سهم او در تئاتر بریتانیا در طول یازده سال تصدی خود به عنوان مدیر هنری اولد ویک دریافت کرد.
آکادمی بین‌المللی علوم و هنرهای تلویزیونی تصمیم گرفت که به دلیل اتهامات جنسی مطرح شده توسط آنتونی رپ، از تصمیم خود برای قدردانی از اسپیسی با جایزهٔ بین‌المللی امی ۲۰۱۷ صرفنظر کند.